# Revolution 909
«Revolution 909» es una pista instrumental de Daft Punk del álbum Homework de 1997. Fue lanzado como el cuarto sencillo del álbum en 1998. El video musical de la canción fue dirigido por Roman Coppola.

## Video musical
El video musical de la canción muestra un delirio teniendo lugar en un callejón. Los agentes de policía de repente llegar a irrumpir en la fiesta quienes incitan a todos en su megáfono que paren la música y que los manden a sus casas. Mientras que varias personas huyen hacia arriba, una mujer joven que es detenida por un oficial nota una mancha en la camisa de un agente. Esto desencadena un comienzo flashback con una semilla de tomate que se planta y luego brota, y es cosechada y envasada junto con otros cientos de tomates. Los paquetes son finalmente transportados a un supermercado donde una señora selecciona los tomates para llevar a casa con ella. Mientras se prepara la salsa de tomate, los subtítulos con precisión instruyen al espectador en la receta para hacer la salsa para espagueti. La mujer coloca la comida preparada en un recipiente tupperware y se revela que la mujer es la madre del oficial que dejó la comida para su hijo. El oficial de más temprano en el video aparece con la comida en su coche patrulla. Se escurre la salsa de tomate en la camisa mientras come y se crea la mancha, lo que da origen al inicio del video. Cuando el oficial mira su camisa manchada y se distrae, la joven se gana la oportunidad de huir. Alguien aparece en una plataforma por encima y la ayuda a escapar hacia la seguridad.

## Lista de canciones
- 12"

1. «Revolution 909» (Original Mix) – 5:24
2. «Revolution 909» (Roger & Junior's Revolutionary War Mix) – 8:55
3. «Revolution 909» (A cappella) – 1:03

- CD

1. «Revolution 909» (Radio Edit) – 3:45
2. «Revolution 909» (Roger Sanchez Remix) – 8:56
3. «Revolution 909» (Revolution a cappella) – 1:03
4. «Revolution 909» (Álbum Versión) – 5:24

## Posicionamiento en listas
| Listas (1998)                         | Mejor posición |
| ------------------------------------- | -------------- |
| Reino Unido (UK Singles Chart)        | 47             |
| Francia (SNEP)                        | 50             |
| Bélgica (Flandes) (Ultratop 50)       | 50             |
| Estados Unidos (Hot Dance Club Songs) | 12             |